# 广州产业投资控股集团
广州产业投资控股集团有限公司（简称：广州产投）是一家从事投资发展、国有股权持股以及资本运作管理的国有企业。集团控参股有广汽集团、广药集团、广州发展、珠江啤酒、广州酒家、珠江钢琴、岭南控股、中国电建、孚能科技、地铁设计院等上市公司和越秀集团、国新证券、紫光集团、粤芯半导体、中科宇航等企业。
公司前身是1989年成立的广州市经济建设发展公司，1996年5月公司名称更改为广州发展集团公司。2006年5月改制为广州发展集团有限公司。
2015年9月，广州市委、市政府决定将广州发展集团和珠啤集团两个整体上市的集团本部合并改组成立广州国资发展控股有限公司，于2016年3月正式对外运作。2021年8月，公司整体改组并变更为现名。